# Ханимекс T-338
Hanimex T-338 је конзола за игру, производ фирме Hanimex, која је почела да се израђује у Европи током 1979. године.
Користила је AY-3-8500 General Instruments као централни микропроцесор и 6 батерија од 1,5 волти.

## Детаљни подаци
Детаљнији подаци о конзоли T-338 су дати у табели испод.
|                       |                                       |
| [ 1 ]                 |                                       |
| Произвођач            |                                       |
| Тип                   | играчка конзола                       |
| Меморија              |                                       |
| Поријекло             | Европа                                |
| Година                | 1979                                  |
| Тастатура             | 2 одвојиве палице, Reset serve, Start |
| Процесор              |                                       |
| Фреквенција процесора |                                       |
| RAM                   |                                       |
| ROM                   |                                       |
| Текст                 |                                       |
| Графика               |                                       |
| Боја                  | црно и бијело                         |
| Звук                  | уграђени звучник                      |
| Димензије             | 21 фунта                              |
| Портови               |                                       |
| Оперативни систем     |                                       |